# Kozlov (Olomouci járás)
Kozlov település Csehországban, az Olomouci járásban.  Lakosainak száma 272 fő (2024. január 1.).

## Népesség
A település lakosságának változását az alábbi diagram mutatja:
| Lakosok száma | 273  | 242  | 233  | 223  | 219  | 220  | 270  | 279  | 272  |
|               | 2016 | 2017 | 2018 | 2019 | 2020 | 2021 | 2022 | 2023 | 2024 |